# La voce degli angeli
La voce degli angeli (Talk of Angels) è un film del 1998 diretto da Nick Hamm.

## Trama
Anni Trenta. Irlanda. Per sfuggire alla pressione del suo imminente matrimonio con un attivista politico, una giovane donna irlandese viaggia fino in Spagna, dove trova lavoro come istitutrice presso una famiglia benestante. Durante la sua permanenza, intraprende una relazione con il figlio più grande della famiglia, che è sposato e ugualmente coinvolto nella lotta contro il Fascismo e Franco.